# Krčki pršut
Krčki pršut  (tal. prosciutto prosušen, od lat. prae exsuctus, vulg. lat. perexsuctus vrlo isušen), izvorni krčki trajni suhomesnati proizvod, od svinjskog buta bez zdjeličnih kost koji se ubraja u hrvatske autohtone proizvode.
Registracija naziva krčki pršut, 14. travnja 2015. godine, bila je prva registracija zaštićene oznake iz EU sustava kvalitete, koju je jedan od hrvatskih poljoprivrednih i prehrambenih proizvoda ostvario.

## Priprema
Suho se salamuri morskom soli i začinima, suši na zraku bez dimljenja te je podvrgnut procesima sušenja i zrenja u trajanju od najmanje godinu dana.